# فرانك هالويل
فرانك هالويل (بالإنجليزية: Frank Hallowell)‏ هو لاعب كرة قدم أمريكية أمريكي، ولد في 12 أغسطس 1870 في ميدفورد في الولايات المتحدة، وتوفي في 1 يونيو 1933.